# Розогі (гміна)
Гміна Розогі (пол. Gmina Rozogi) — сільська гміна у північній Польщі. Належить до Щиценського повіту Вармінсько-Мазурського воєводства.
Станом на 31 грудня 2011 у гміні проживало 5783 особи.

## Територія
Згідно з даними за 2007 рік площа гміни становила 223.95 км², у тому числі:
- орні землі: 53.00%
- ліси: 41.00%

Таким чином, площа гміни становить 11.59% площі повіту.

## Населення
Станом на 31 грудня 2011:
| Опис     | Загалом | Загалом | Чоловіки | Чоловіки | Жінки | Жінки |
| -------- | ------- | ------- | -------- | -------- | ----- | ----- |
| одиниця  | осіб    | %       | осіб     | %        | осіб  | %     |
| все      | 5783    | 100     | 2974     | 51.43    | 2809  | 48.57 |
| міське   | 0       | 100     | 0        |          | 0     |       |
| сільське | 5783    | 100     | 2974     | 51.43    | 2809  | 48.57 |

## Сусідні гміни
Гміна Розогі межує з такими гмінами: Вельбарк, Лисе, Мишинець, Піш, Руцяне-Нида, Свентайно, Чарня, Щитно.